# Stevia estrellensis
Stevia estrellensis là một loài thực vật có hoa trong họ Cúc. Loài này được Hassl. ex B.L.Rob. miêu tả khoa học đầu tiên năm 1930.